# Reinhard Mucha
Reinhard Mucha (* 19. Februar 1950 in Düsseldorf) ist ein deutscher Künstler (Konzeptkunst, Bildhauerei, Objekte, Installationen, Fotografie, Mail Art).

## Leben und Werk
Reinhard Mucha studierte in Düsseldorf bei Klaus Rinke. Seine größeren Kunstobjekte bestehen aus Wohnungsinterieur wie Holzmöbeln oder Badezimmerkeramik. Es sind jedoch – und das unterscheidet seine Kunst von jener Marcel Duchamps – keine Readymades, sondern Bearbeitungen und werden bei Standortwechseln oft neu zusammengesetzt. Mucha ist zweimaliger Documenta-Teilnehmer und stellte 1990 im Deutschen Pavillon der Biennale in Venedig aus. 1984 war er auf der Gruppenausstellung „Von hier aus – Zwei Monate neue deutsche Kunst in Düsseldorf“ vertreten. Der Fan des Fußballvereins Fortuna 95 lebt und arbeitet in Düsseldorf und Frankreich.

## Öffentliche Sammlungen

### Belgien
- S.M.A.K. - Stedelijk Museum voor Actuele Kunst, Gent

### Deutschland
- Hamburger Bahnhof, Museum für Gegenwart, Berlin
- Kunstmuseum Bonn, Bonn
- K21 Kunstsammlung Nordrhein-Westfalen - im Ständehaus, Düsseldorf; Deutschlandgerät von der Biennale di Venezia 1990
- Museum Küppersmühle Sammlung Grothe, Duisburg
- Museum für Moderne Kunst (MMK), Frankfurt/Main
- Hamburger Kunsthalle, Hamburg
- MARTa Herford
- ZKM | Museum für Neue Kunst & Medienmuseum, Karlsruhe
- Kaiser-Wilhelm-Museum, Krefeld
- Sammlung Grässlin, St. Georgen

### Österreich
- Neue Galerie Graz

### Vereinigtes Königreich
- Tate Britain, London (England)

## Ausstellungen (Auswahl)
(e) steht für Einzelausstellung, (g) für Gruppenausstellung und Teilnahme
- (e) 2022: Der Mucha. Ein Anfangsverdacht. Kunstsammlung Nordrhein-Westfalen, 3. September 2022 bis 22. Januar 2023
- (e) 2016: Retrospektive. Kunstmuseum Basel, 19. März bis 21. August 2016
- (g) 1997: Documenta X
- (g) 1992: Documenta IX
- (g) 1990: 44. Biennale Venedig
- (e) 1987: Kunsthalle Bern und Kunsthalle Basel
- (e) 1986: Galerie Konrad Fischer, Düsseldorf
- (e) 1986: Musée National d’Art Moderne, Centre Georges-Pompidou, Paris
- (e) 1983: Kabinett für aktuelle Kunst, Bremerhaven

## Belege
1. ↑  Anja Lösel: Ruheloses Wandern durch die Museen. Basel/Bern: Reinhard Mucha. In: Art. Das Kunstmagazin. Gruner + Jahr, Hamburg Februar 1987, Ausstellungen, S. 94 f.
2. ↑  Reinhard Mucha. Kunstsammlung Nordrhein-Westfalen, 2022, abgerufen am 6. November 2022.

| Personendaten    | Personendaten                                                                       |
| ---------------- | ----------------------------------------------------------------------------------- |
| NAME             | Mucha, Reinhard                                                                     |
| KURZBESCHREIBUNG | deutscher Künstler (Konzeptkunst, Bildhauerei, Objekte, Installationen, Fotografie) |
| GEBURTSDATUM     | 19. Februar 1950                                                                    |
| GEBURTSORT       | Düsseldorf                                                                          |